# 埃里克·贝里瓦尔
埃里克·贝里瓦尔（瑞典語：Erik Bergvall，1880年4月7日—1950年2月4日），瑞典前男子水球运动员。他曾代表瑞典国家队参加1908年夏季奥林匹克运动会水球比赛，获得一枚铜牌。他也在1924年至1928年间担任国际游泳联合会主席。